# Wojciech Brojer
Wojciech Brojer (ur. 1 czerwca 1949 w Łodzi) – polski historyk, specjalizujący się w badaniach średniowiecza. 
Ukończył studia na Wydziale Elektroniki Politechniki Warszawskiej w 1973. Działał w Solidarności, był też jednym z redaktorów Tygodnika Solidarność. Za działalność opozycyjną aresztowany w Sylwestra 1981 r., do X 1982 r. więziony jako internowany kolejno w Białołęce, Jaworze i Darłówko.
W 1991 r. zatrudnił się w Instytucie Historii PAN, gdzie w roku 2003 obronił pracę doktorską nt. wyobrażeń diabła w średniowieczu. Jego zainteresowaniem naukowym jest chrześcijaństwo i judaizm w średniowieczu. 

## Nagrodzone publikacje
- 2003 - Diabeł w wyobraźni średniowiecznej. Trzynastowieczne zbiory exemplów. Monografie Fundacji Nauki Polskiej, Wrocław (I Nagroda Klio 2003)[2].

## Odznaczenia
- Krzyż Kawalerski Orderu Odrodzenia Polski (2011 r.) za "wybitne zasługi dla rozwoju niezależnego dziennikarstwa, za działalność na rzecz przemian demokratycznych w Polsce, wolności słowa i wolnych mediów"[4]
- Krzyż Wolności i Solidarności (2018) za "zasługi w działalności na rzecz niepodległości i suwerenności Polski oraz respektowania praw człowieka w Polskiej Rzeczypospolitej Ludowej"[5]